# Pré-Saint-Didier
Pré-Saint-Didier is een gemeente in de Italiaanse regio Aostadal en telt 968 inwoners (31-12-2004). De oppervlakte bedraagt 33,7 km², de bevolkingsdichtheid is 29 inwoners per km².

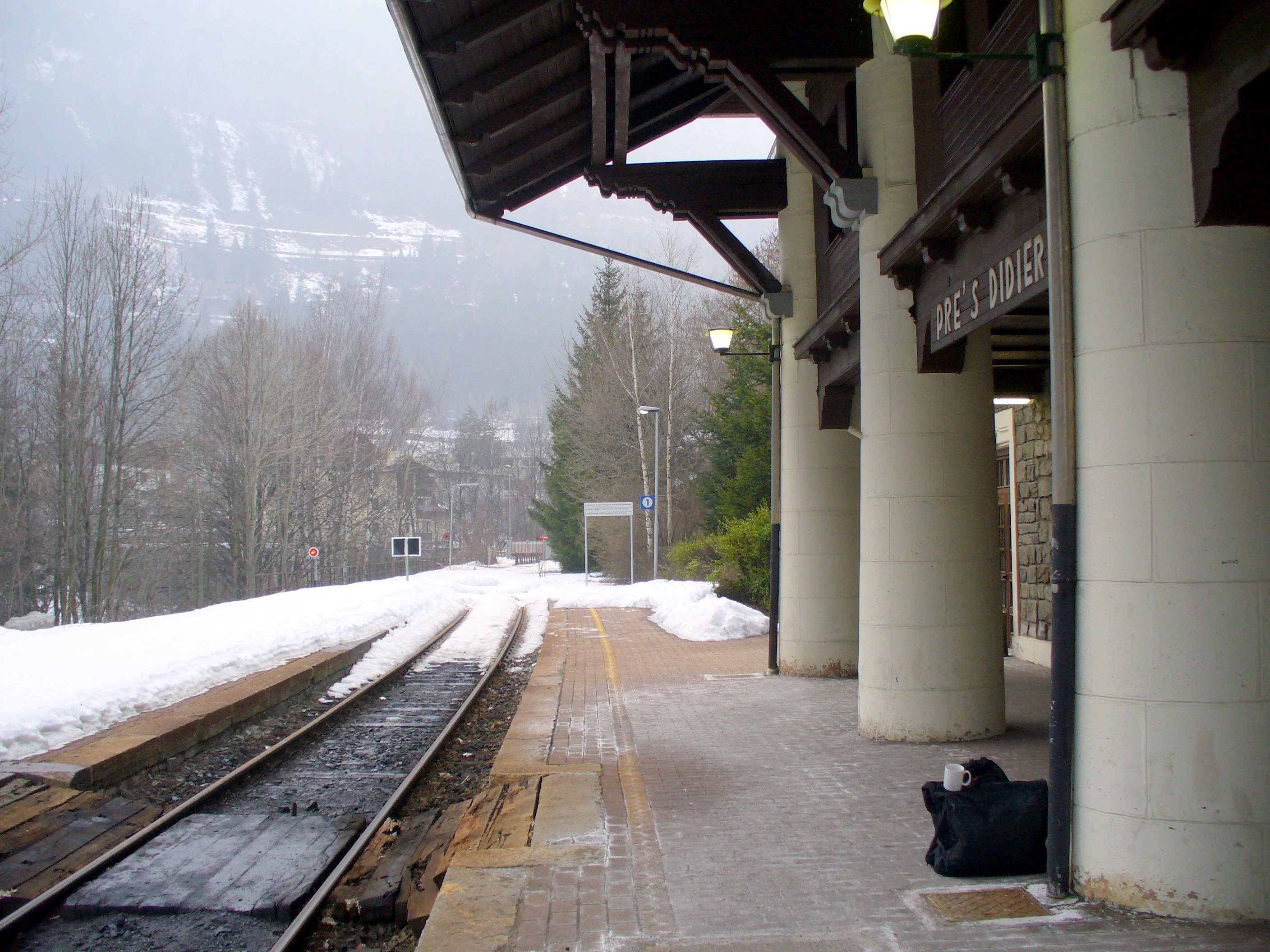
Station Pré-Saint-Didier
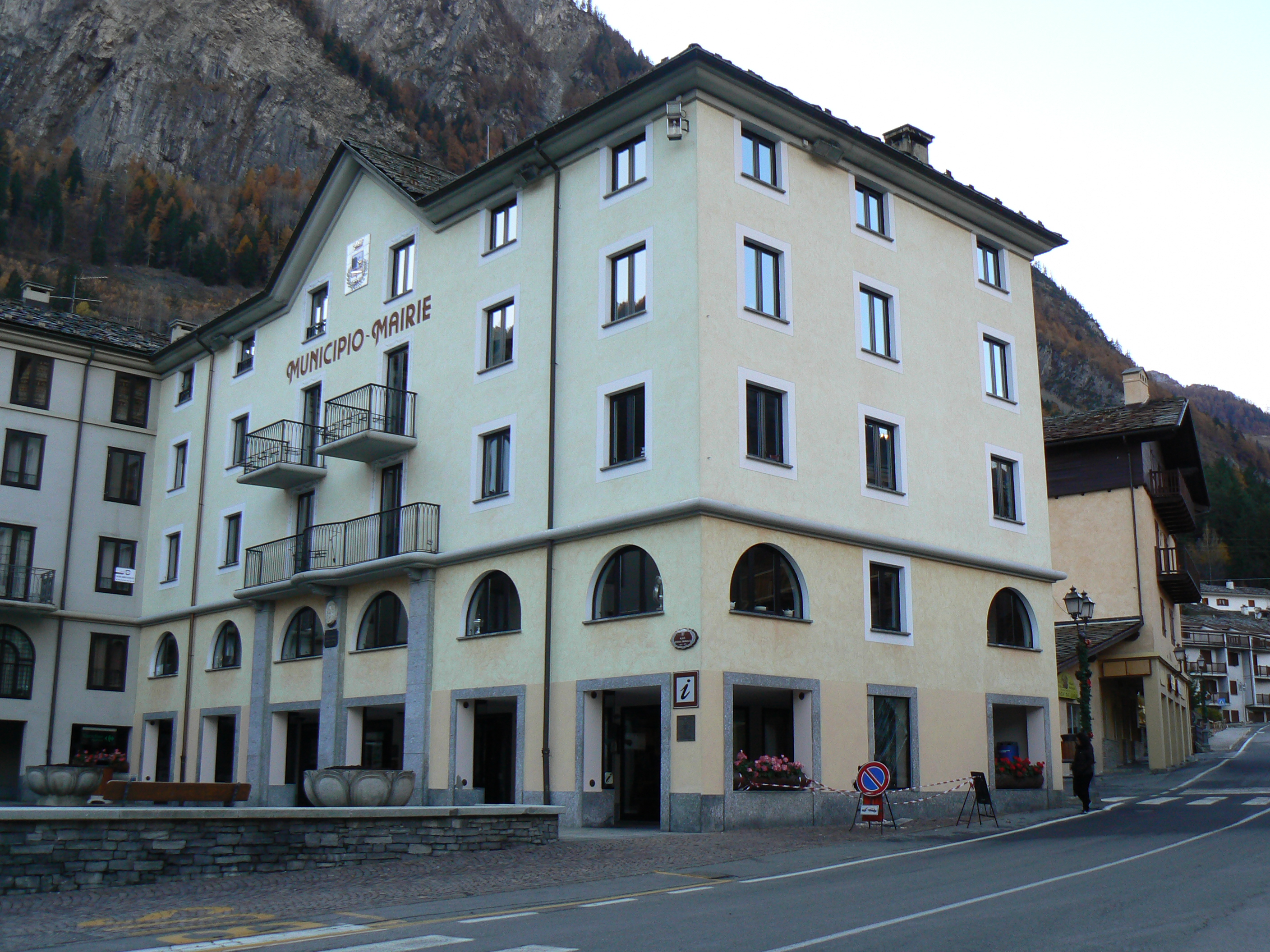
Gemeentehuis

## Demografie
Pré-Saint-Didier telt ongeveer 446 huishoudens. Het aantal inwoners daalde in de periode 1991-2001 met 1,2% volgens cijfers uit de tienjaarlijkse volkstellingen van ISTAT.
| Jaar | Inwoneraantal |
| ---- | ------------- |
| 1991 | 976           |
| 2001 | 964           |

## Geografie
Pré-Saint-Didier grenst aan de volgende gemeenten: Courmayeur, La Thuile, Morgex.